# Wilsonville (Oregon)
Wilsonville ist eine Stadt (City) im Clackamas County im US-Bundesstaat Oregon mit 26.664 Einwohnern (Stand:2020).
Sie liegt gut 20 Kilometer südlich von Portland, an dessen Nahverkehr Trimet sie angebunden ist.
Zudem überquert die ebenfalls nach Portland führende Interstate 5 hier mit der Boone Bridge den Willamette River.
Die Stadt, die sich im Weinbaugebiet Chehalem Mountains AVA befindet, ist Sitz der Softwarefirma Mentor Graphics und des Herstellers von Kamera- und Messsystemen FLIR Systems.

## Persönlichkeiten
- Frank Cady (1915–2012),
- Helene Freifrau von Bothmer (1908–1996)
- Dan Groshong (1962–2017), Journalist und Fotograf